# Califato de Córdoba

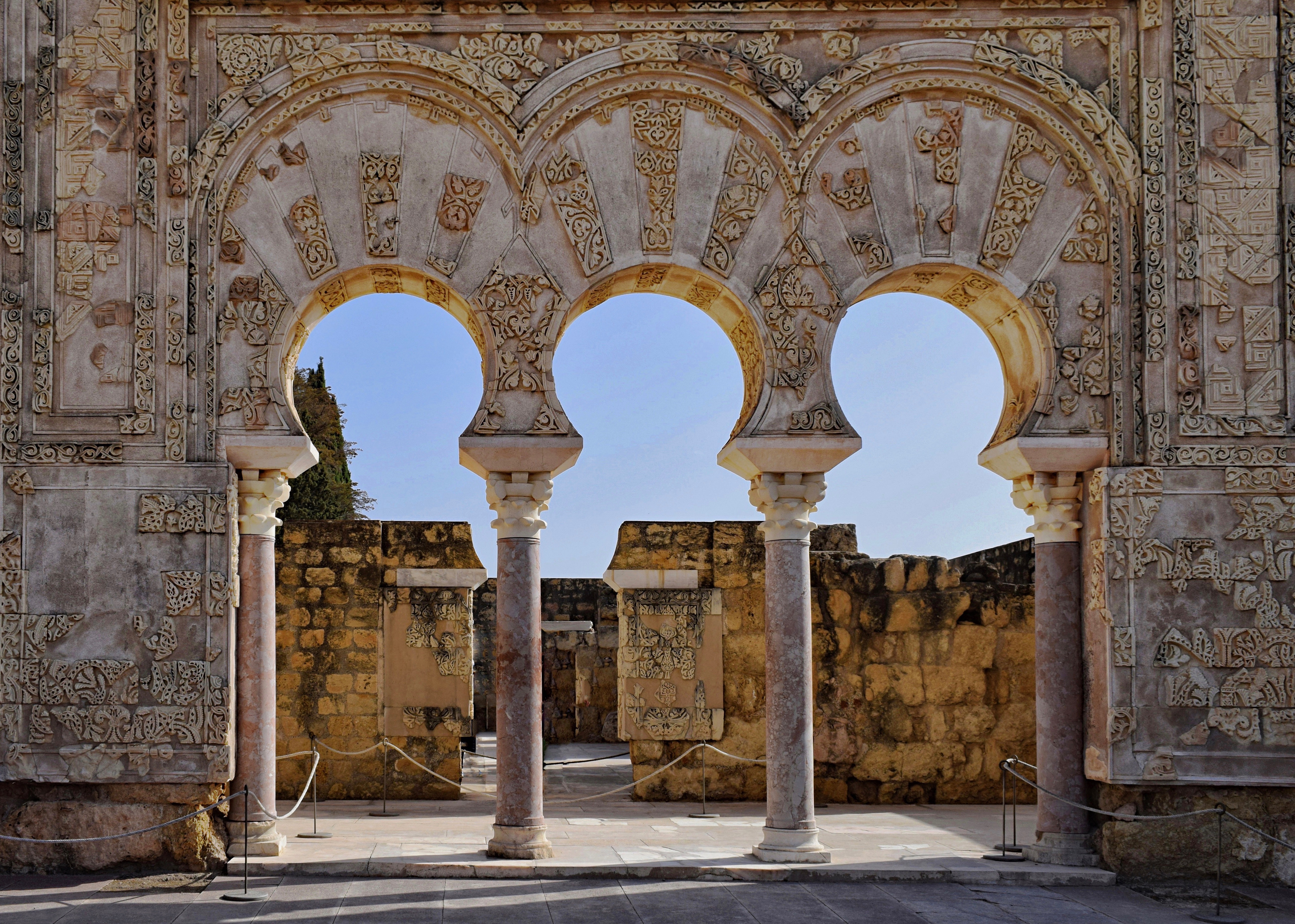
Alcázar de Medina Azahara.

El Califato Omeya de Córdoba (en árabe: خلافة قرطبة; transliterado Khilāfat Qurṭuba) o Califato de Occidente, y oficialmente como el Califato de Córdoba, fue un Estado musulmán andalusí gobernado por la dinastía omeya, tras la autoproclamación del emir Abderramán III como califa en 929. Su territorio abarcaba parte de la península ibérica y parte del norte de África, con capital en Córdoba, ciudad que ha mantenido su nombre hasta la actualidad. El Califato sucedió al emirato independiente instaurado por Abderramán I en 756.
El califato se desintegró a comienzos del siglo XI durante la Fitna de al-Ándalus, una guerra civil entre los descendientes del califa Hisham II y los sucesores de su háyib (oficial de la corte), Almanzor. En 1031, tras años de conflicto, el califato se fracturó en multitud de reinos musulmanes independientes conocidos como taifas. Por otro lado, la época del Califato de Córdoba fue la de máximo esplendor político, cultural y comercial de Al-Ándalus, aunque también fue intenso en unos de los reinos de taifas.

## Historia

### Dinastía Omeya

#### Ascenso
Abderramán I se convirtió en emir de Córdoba en 756 tras seis años de exilio después de que los omeyas perdieran el cargo de califa en Damasco a manos de los abasíes en 750. Con la intención de recuperar el poder, derrotó a los gobernantes islámicos de la Península y unió varios feudos locales en un emirato. Posteriormente, las incursiones aumentaron el tamaño del emirato; la primera llegó hasta Córcega en 806.
Los gobernantes del emirato utilizaron el título de «emir» o «sultán» hasta el siglo X. A comienzos del siglo X, Abderramán III tuvo que enfrentarse a una amenaza de invasión desde el norte de África por parte del califato fatimí, un imperio islámico chiita rival centrado en Ifriquía. Como los fatimíes también reclamaban para sí el título de califato, en respuesta Abderramán III reclamó el título de califa para él mismo. Antes de la proclamación de Abderramán como califa, los omeyas reconocían generalmente al califa abasí de Bagdad como legítimo gobernante de la comunidad musulmana. Incluso después de rechazar a los fatimíes, Aberramán mantuvo el título más prestigioso. Aunque su posición como califa no era aceptada fuera de al-Ándalus ni en sus filiales norteafricanas, internamente los omeyas españoles se consideraban más cercanos a Mahoma, y por tanto más legítimos, que los abasíes.

### Apogeo del Califato
Los reinados de Abderramán III (929-961) y su hijo Alhaken II (961-976) constituyen el periodo de apogeo del Califato omeya, en el cual se consolida el aparato estatal cordobés. 
Para afianzar la organización administrativamente de un territorio bastante extenso y de población heterogénea mayoritariamente no árabe, los soberanos recurrieron a oficiales fieles a la dinastía omeya, lo cual configuró una aristocracia palatina de fata'ls (esclavos y libertos de origen europeo), que fue progresivamente aumentando su poder civil y militar, suplantando así a la aristocracia de origen árabe. De esta manera tremendamente eficaz, se gestionó fiscalmente y de forma centralizada el cobro de los impuestos, diezmos, peajes, tasas aduaneras, derechos sobre mercados y joyas, sometiendo a la contribución del Califato incluso a los cortesanos.
En el ejército se incrementó especialmente la presencia de contingentes bereberes, debido a la intensa política califal en el Magreb. Abderramán III sometió a los señores feudales, los cuales pagaban tributos o servían en el ejército, contribuyendo al control fiscal del Califato, realizando con éxito una redistribución de la riqueza, tal como señala el geógrafo Ibn Hawqal.
Las empresas militares consolidaron el prestigio de los omeyas fuera de Al-Ándalus y estaban orientadas a garantizar la seguridad de las rutas comerciales. La política exterior se canalizó en tres direcciones: los reinos cristianos del norte peninsular, el norte de África y el Mediterráneo.

### La fitna
La fitna, guerra civil, comenzó en 1009 con un golpe de Estado que supuso el asesinato de Abderramán Sanchuelo, hijo de Almanzor, la deposición de Hisham II y el ascenso al poder de Muhámmad ibn Hisham ibn Abd al-Yabbar, bisnieto de Abderramán III. En el trasfondo se hallaban también problemas como la agobiante presión fiscal necesaria para financiar el coste de los esfuerzos bélicos.
A lo largo del conflicto, los diversos contendientes llamaron en su ayuda a los reinos cristianos. Córdoba y sus arrabales fueron saqueados repetidas veces, y sus monumentos, entre ellos el Alcázar andalusí y Medina Azahara, destruidos. La capital llegó a trasladarse temporalmente a Málaga. En poco más de veinte años se sucedieron 10 califas distintos (entre ellos Hisham II restaurado), pertenecientes tres de ellos a una dinastía distinta de la omeya, la hammudí.
En medio de un desorden total, se independizaron paulatinamente las taifas de Almería, Murcia, Alpuente, Arcos, Badajoz, Carmona, Denia, Granada, Huelva, Morón, Silves, Toledo, Tortosa, Valencia, Albarracín y Zaragoza. El último califa, Hisham III, fue depuesto en 1031, y se proclamó una taifa en Córdoba. Para entonces todas las coras (provincias) de Al-Ándalus que aún no se habían independizado se proclamaron independientes, bajo la regencia de clanes árabes, bereberes o eslavos. La caída del Califato supuso para Córdoba la pérdida definitiva de la hegemonía de Al-Ándalus y su declive como metrópoli.
El emir Abderramán III tomó el título de califa en 929, afirmando así la completa independencia del Califato de Córdoba del de los abasíes. Siguió el ejemplo de los fatimíes que habían fundado un califato chiita ismaelita en el Magreb después de la toma de Raqqada (capital de los aglabíes) en 909, antes de conquistar Egipto en 969 y establecerse allí definitivamente en 973.
La consecuencia de esta decisión fue que los califas omeyas de Córdoba padecían una mala reputación en la historiografía musulmana. De hecho, el califa, como "Comandante de los creyentes" tenía que ser único; este deseo de independencia religiosa fue visto como una disidencia que amenazaba la unidad espiritual de la comunidad de creyentes en el mundo árabe-musulmán clásico, ya socavada por el establecimiento del califato fatimí. Sin embargo, otros siguieron.

### Omeyas de Córdoba
Los Omeyas de España, los omeyas de Andalucía o los omeyas de Córdoba primero gobernaron un emirato en 756 en al-Ándalus y luego fundaron una dinastía califal en 929. Son una rama de los Omeyas marwánidas que gobernaban en Damasco sobre el imperio árabe. El último califa de esta dinastía que gobernó en Córdoba, Hisham III, fue depuesto en 1031.

## Política interior
El apogeo del califato cordobés queda de manifiesto por su capacidad de centralización fiscal, que gestionaba las contribuciones y rentas del país: impuestos territoriales, diezmos, arrendamientos, peajes, impuestos de capitación, tasas aduaneras sobre mercancías, así como los derechos percibidos en los mercados sobre joyas, aparejos de navíos, piezas de orfebrería, etc. Asimismo, los cortesanos estaban sometidos a contribución. Administrativamente, el califato dividió su territorio en demarcaciones administrativas y militares, denominadas coras, siguiendo a grandes rasgos la anterior división administrativa del Emirato.
Durante el Califato de Córdoba el nombramiento funcionarial máximo era el de visir, el acceso a una alta magistratura permitía la promoción y ascenso de hijos y parientes próximos, lo mismo que el cese los arrastraba. El háyib o canciller ejercía todas las acciones que el califa delegaba en él, dirigía las aceifas y organizaba la política administrativa de las provincias. Era el primero de los visires y responsable de la gestión de estos. También fue muy destacado el puesto de zalmedina de Córdoba, con rango de visir. Su misión era la aplicación de la ley en asuntos de extrema gravedad, la regencia del reino en ausencia del califa, la jefatura por delegación de la Casa Real, la facultad de recibir la adhesión del pueblo en la Mezquita Mayor durante la coronación de los emires o califas y la recaudación de los impuestos extraordinarios. Subordinados suyos eran el jefe de policía y el Juez de Mercado. La importancia de este cargo quedó reflejado en la propia evolución política de Almanzor.
La administración de la justicia descansaba en los cadíes, estos ejercían sus funciones de acuerdo con el Corán y la tradición ortodoxa de la escuela malikí. El primer magistrado tenía su residencia en Córdoba y luego cada provincia tenía su juez con plena jurisdicción. Los cadíes también administraban los bienes de la comunidad y dirigían la oración en las mezquitas. En el Califato de Córdoba surgieron dos magistraturas extraordinarias: comes injustitiarum y el comes redditornum, el primero era un nombramiento del califa con poderes especiales para juzgar casos de especial importancia y el segundo juzgaba las denuncias contra los altos funcionarios.
La opulencia del califato durante estos años queda reflejada en las palabras del geógrafo Ibn Hawqal: 

La abundancia y el desahogo dominan todos los aspectos de la vida; el disfrute de los bienes y los medios para adquirir la opulencia son comunes a los grandes y a los pequeños, pues estos beneficios llegan incluso hasta los obreros y los artesanos, gracias a las imposiciones ligeras, a la condición excelente del país y a la riqueza del soberano; además, este príncipe no hace sentir lo gravoso de las prestaciones y de los tributos.

Para realzar su dignidad y a imitación de otros califas anteriores, Abderramán III edificó su propia ciudad palatina: Medina Azahara. Esta etapa de la presencia islámica en la península ibérica de mayor esplendor, aunque de corta duración pues en la práctica terminó en el 1009 con la fitna o guerra civil que se desencadenó por el trono entre los partidarios del último califa legítimo, Hisham II, y los sucesores de su primer ministro o háyib Almanzor. No obstante, el Califato siguió existiendo oficialmente hasta el año 1031, en que fue abolido, dando lugar a la fragmentación del Estado omeya en multitud de reinos conocidos como taifas.

### Caída del Califato
En el siglo XI, el Califato se derrumbó y se fragmentó en microestados, las taifas (hasta 25) que, debilitadas, serían poco a poco conquistadas por los reinos cristianos. El último territorio musulmán en la península, el reino de Granada, cayó en 1492. Los últimos musulmanes, que vivían bajo la ley cristiana, se verían obligados a convertirse o emigrar en el siglo XVII.

## Política exterior

### Relaciones con los reinos cristianos

Árbol genealógico de la familia Omeya. En azul figura el califa Utmán, uno de los 4 califas ortodoxos. En verde, los califas omeyas de Damasco. En amarillo, los emires omeyas de Córdoba. En naranja, los califas omeyas de Córdoba (nota: Abderramán III fue emir hasta el año 929, en que se proclamó califa). Se incluye el parentesco de los omeyas con el profeta Mahoma, señalado en mayúsculas.

Un tercer objetivo de la actividad bélica y diplomática del Califato estuvo orientada al Mediterráneo. 
Durante los primeros años del Califato, la alianza del rey leonés Ramiro II con Navarra y el conde Fernán González ocasionaron el desastre del ejército califal en la batalla de Simancas. Pero a la muerte de Ramiro II, Córdoba pudo desarrollar una política de intervención y arbitraje en las querellas internas de leoneses, castellanos y navarros, enviando frecuentemente contingentes armados para hostigar a los reinos cristianos. La influencia del Califato sobre los reinos cristianos del norte llegó a ser tal que entre 951 y 961, los reinos de León y Navarra, y los condados de Castilla y el Barcelona le rendían tributo.
Las relaciones diplomáticas fueron intensas. A Córdoba llegaron embajadores del conde de Barcelona Borrell, de Sancho Garcés II de Navarra, de Elvira Ramírez de León, de García Fernández de Castilla y el conde Fernando Ansúrez entre otros. Estas relaciones no estuvieron faltas de enfrentamientos bélicos, como el cerco de Gormaz de 975, donde un ejército de cristianos se enfrentó al general Gálib.

### Relaciones con el Magreb
La política cordobesa en el Magreb fue igualmente intensa, particularmente durante el reinado de Alhaken II. En África, los omeyas se enfrentaron a los fatimíes, que controlaban ciudades como Tahart y Siyilmasa, puntos fundamentales de las rutas comerciales entre el África subsahariana y el Mediterráneo, si bien este enfrentamiento no fue directo entre ambas dinastías. Los omeyas se apoyaron en los zenata y los idrisíes y el Califato fatimí, en los ziríes sinhaya. 
Eventos importantes fueron la ocupación de Melilla, Tánger y Ceuta, punto desde el cual se podía evitar el desembarco fatimí en la península. Tras la toma de Melilla en 927 a mediados del siglo X, los Omeyas controlaron el triángulo formado por Argel, Siyilmasa y el océano Atlántico y promovieron revueltas que llegaron a poner en peligro la estabilidad de califato fatimí.
Sin embargo, la situación cambió tras el ascenso de al-Muizz al Califato fatimí. Almería fue saqueada y los territorios africanos bajo autoridad omeya pasaron a ser controlados por los fatimíes, reteniendo los cordobeses sólo Tánger y Ceuta. La entrega del gobierno de Ifriqiya a Ibn Manad provocó el enfrentamiento directo que se había intentado evitar anteriormente, si bien Ya'far ibn Ali al-Andalusi logró detener al zirí Ibn Manad. 
En el 972 estalló una nueva guerra en el norte de África, provocada en esta ocasión por Ibn Guennun, señor de Arcila, que fue vencido por el general Gálib. Esta guerra tuvo como consecuencia el envío de grandes cantidades de dinero y tropas al Magreb y la continua inmigración de bereberes a Al-Ándalus.

### Política en el Mediterráneo
El Califato mantuvo relaciones con el Imperio bizantino de Constantino VII y emisarios cordobeses estuvieron presentes en Constantinopla. El poder del Califato se extendía también hacia el norte, y hacia el 950 el Sacro Imperio Romano Germánico intercambiaba embajadores con Córdoba, de lo que queda constancia de las protestas por la piratería musulmana practicada desde Fraxinetum y las islas orientales de al-Ándalus. Igualmente, algunos años antes, Hugo de Arlés solicitaba salvoconductos para que sus barcos mercantes pudieran navegar por el Mediterráneo, dando idea por lo tanto del poder marítimo que ostentaba Córdoba.
A partir del 942 se establecieron relaciones mercantiles con la República amalfitana y en el mismo año se recibió una embajada de Cerdeña.

## Economía y población

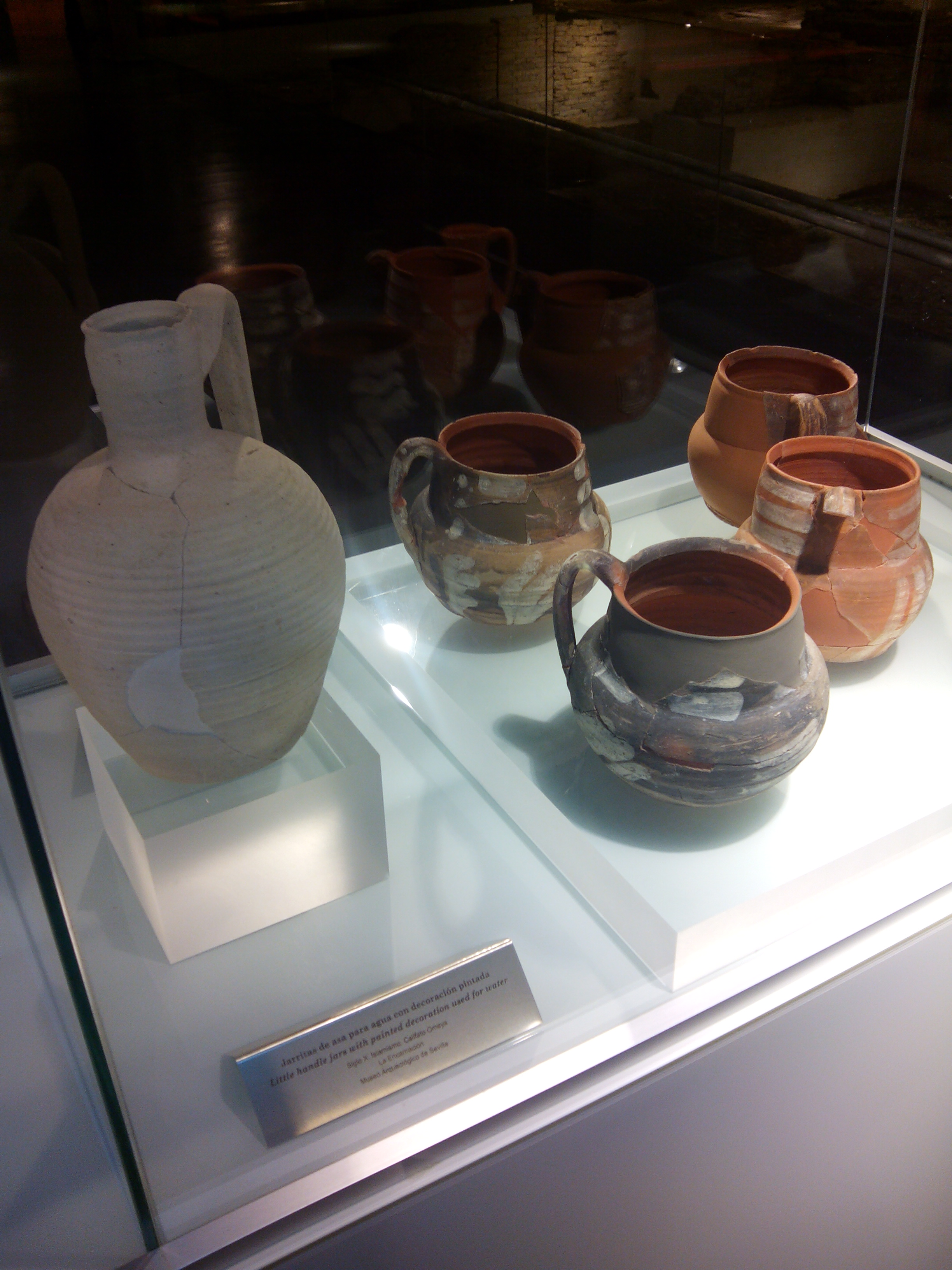
Jarritas de asa para agua del de época califal con decoración pintada. Museo Antiquarium, Sevilla.

Pipas de hachís de cerámica halladas en Córdoba de época andalusí. El consumo recreativo del hachís estuvo muy extendido en la sociedad califal.

La economía del Califato se basó en una considerable capacidad económica —fundamentada en un comercio muy importante—, una industria artesana y técnicas agrícolas muy desarrolladas. Basaba su economía en la moneda, cuya acuñación tuvo un papel fundamental en su esplendor financiero. La moneda de oro cordobesa se convirtió en la más importante de la época, que fue probablemente imitada por el Imperio carolingio. 
A la cabeza de la red urbana estaba la capital, Córdoba, la ciudad más importante del Califato, que superaba los 250 000 habitantes en 935 y rebasó los 400 000 en 1000, con lo que fue durante el siglo X una de las mayores ciudades del mundo y un centro financiero, cultural, artístico y comercial de primer orden. La segunda ciudad de Europa tras Constantinopla.
Las ciudades más importantes que junto con la capital cordobesa fomentaron el esplendor del califato fueron Toledo como punto estratégico y cultural; Pechina o Sevilla, como los principales puertos comerciales de Al-Ándalus; Zaragoza, Tudela, Lérida y Calatayud, situadas en el estratégico valle del Ebro. Otras ciudades importantes fueron Mérida, Málaga, Granada o Valencia.

## Cultura

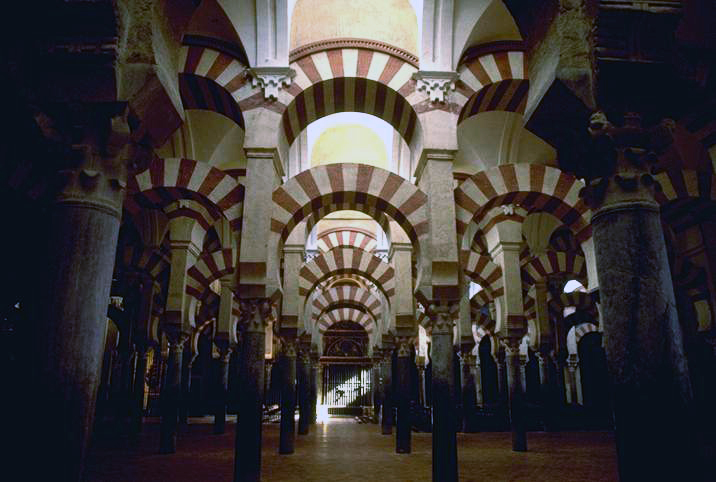
Interior de la Gran Mezquita de Córdoba, transformada en templo cristiano desde su conquista en 1236. Uno de los mejores ejemplos de arquitectura islámica iniciada por la dinastía de los omeyas.

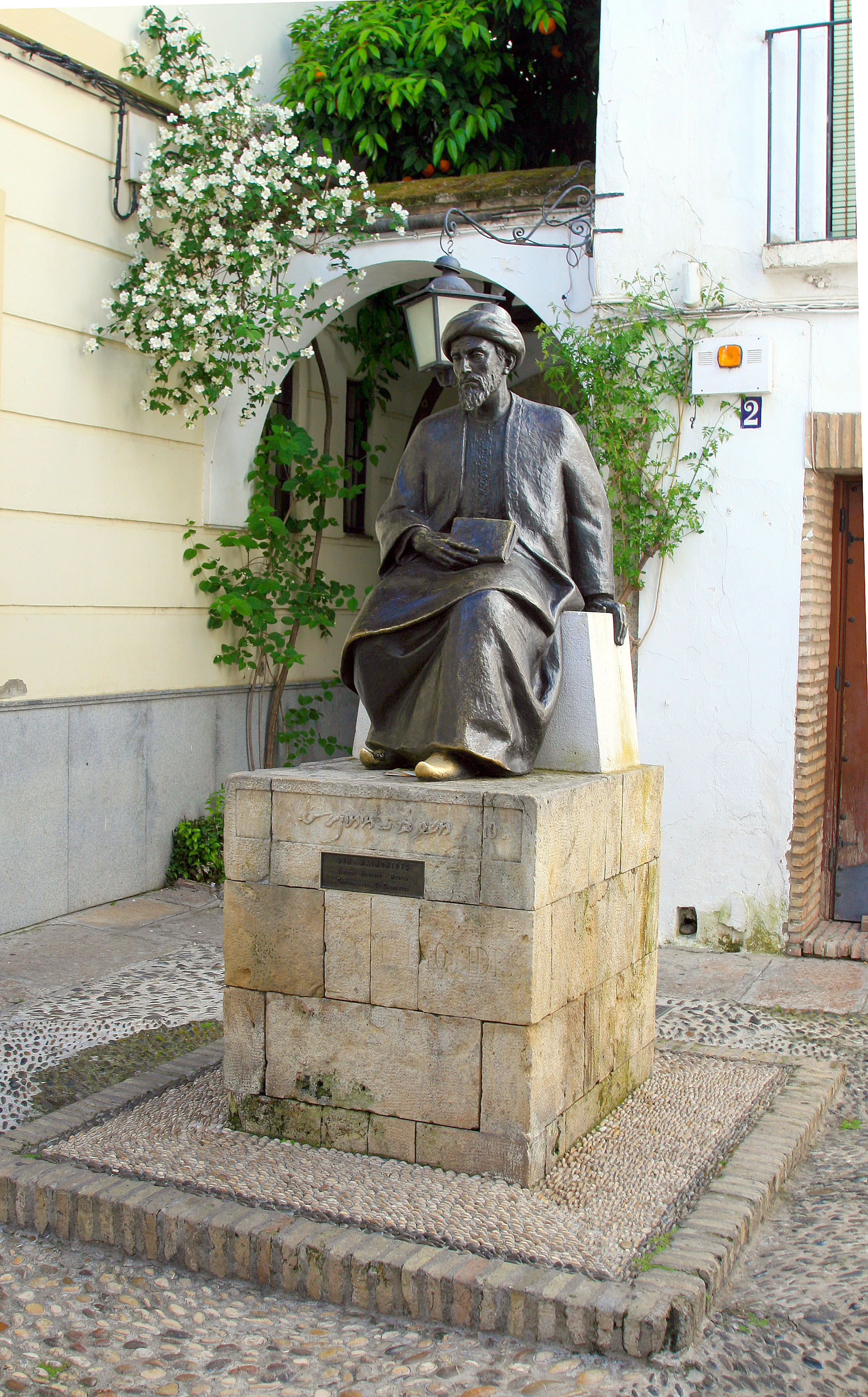
Estatua de Maimónides en su ciudad natal, Córdoba, realizada en 1964 por Amadeo Ruiz Olmos.

Abderramán III, octavo soberano Omeya de Al-Ándalus y primero de ellos que tomó el título de califa, no solo hizo de Córdoba el centro neurálgico de un nuevo imperio musulmán en Occidente, sino que la convirtió en la principal ciudad de Europa Occidental, rivalizando en poder, prestigio, esplendor y cultura durante un siglo con Bagdad y Constantinopla, las capitales del Califato Abasí y el Imperio bizantino, respectivamente. Según fuentes árabes, bajo su gobierno, la ciudad alcanzó el millón de habitantes, que disponían de mil seiscientas mezquitas, trescientas mil viviendas, ochenta mil tiendas e innumerables baños públicos.
El califa omeya fue también un gran impulsor de la cultura: dotó a Córdoba con cerca de setenta bibliotecas, fundó una universidad, una escuela de medicina y otra de traductores del griego y del hebreo al árabe. Hizo ampliar la Mezquita de Córdoba, reconstruyendo el alminar, y ordenó construir la extraordinaria ciudad palatina de Madínat al-Zahra, de la que hizo su residencia hasta su muerte.

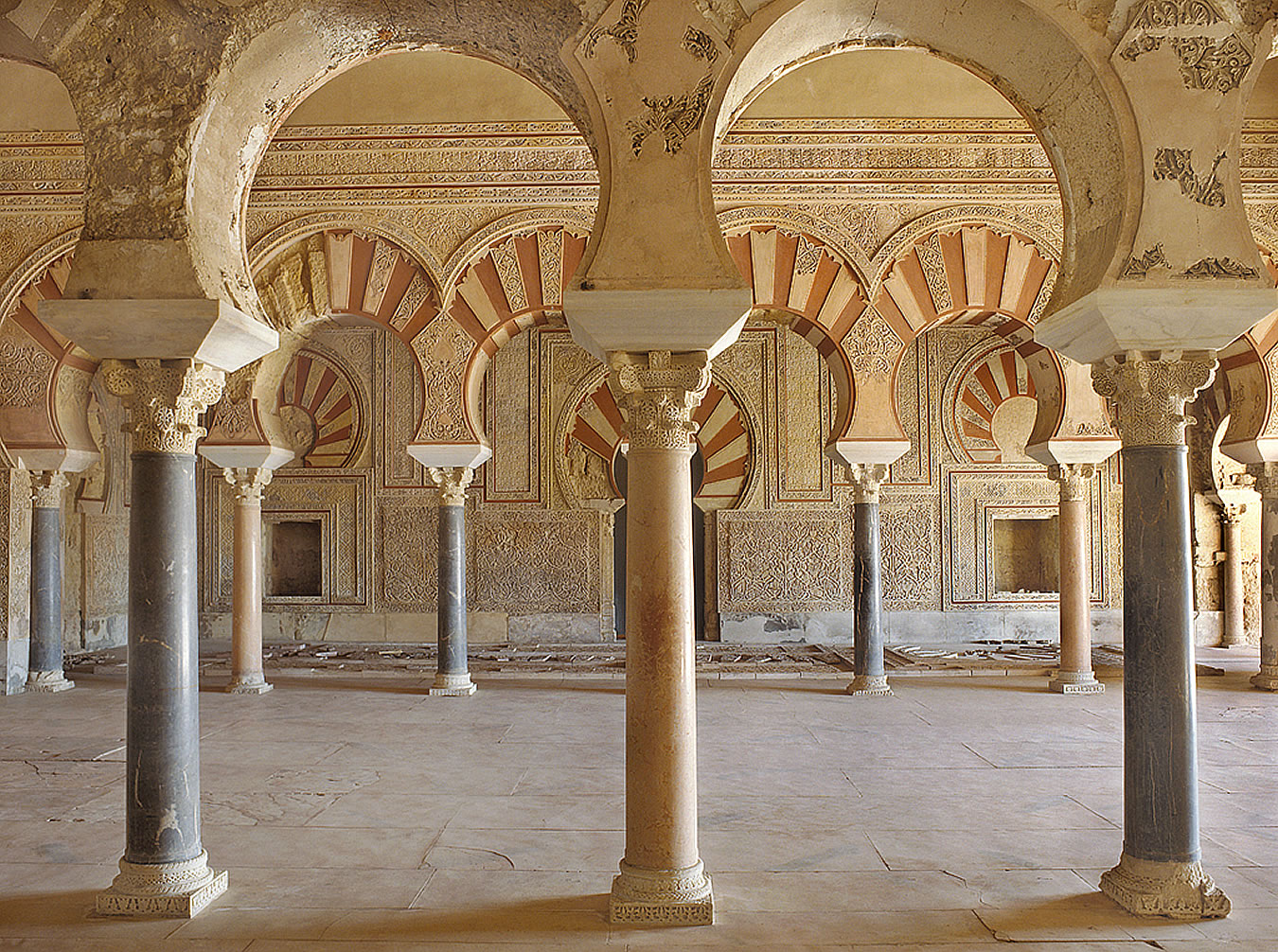
Salón Rico de la ciudad palatina de Medina Azahara. La extraordinaria belleza de sus edificios estaba diseñada para sorprender a los embajadores extranjeros.

Los aspectos de desarrollo cultural no son menos relevantes tras la llegada al poder del califa Alhaken II a quien se atribuye la fundación de una biblioteca que habría alcanzado los 400 000 volúmenes. Quizás eso provocó la asunción de postulados de la filosofía clásica —tanto griega como latina— por parte de intelectuales de la época como fueron Ibn Masarra, Ibn Tufail, Averroes y el judío Maimónides, aunque los pensadores destacaron, sobre todo, en medicina, matemáticas y astronomía.

## Fundación dinástica de los Omeyas de España
- 750: Batalla del Gran Zab. Los abasíes persiguen y masacran a los omeyas del Califato de Damasco (661-750) y establecen un nuevo Califato con Kufa como su capital.

- 14 de agosto de 755: Abderramán, el único superviviente de la masacre de la familia omeya, desembarcó en Al-Munákab, al sur de Al-Ándalus (territorios de la península ibérica y de la Galia entonces bajo dominio musulmán), con la firme intención de fundar un estado independiente.

- 756: Con el apoyo del Yund (distrito militar, ejército) sirio, se impone en la batalla de Al-Musara y se proclamó emir, rompiendo así la unidad política de la Umma, al tiempo que seguía reconociendo la autoridad religiosa de Al-Mansur, el Califa abasí de Bagdad. Para pacificar el país, asegurar su poder y su independencia de las conspiraciones de sus enemigos apoyados por los abasíes, Abderramán I, apodado "el emigrante", confió responsabilidades políticas a miembros de su familia y su clientela. Se apoya en el ejército, del que aumenta los efectivos, y establece una guardia mercenaria, que le obliga a aumentar los impuestos para pagar los salarios.

- 766-776: Su política se encontró con la oposición de los Yemeníes y los Bereberes musulmanes que vivían en España, que se rebelaron en varias ocasiones.

- 30 de septiembre de 788: muere en Córdoba Abderramán I, fundador de la dinastía y transformador de Al-Ándalus en estado independiente y estructurado.

Según el historiador Pierre Guichard, todos los príncipes omeyas que llegaron al poder en Córdoba eran hijos de esclavas concubinas, la mayoría de ellas de origen indígena “gallegas", procedentes de las restantes zonas cristianas del norte de España y del noroeste. Así, según el autor, "con cada generación, la proporción de sangre árabe que fluye por las venas del soberano reinante se redujo a la mitad, de modo que el último de la estirpe, Hisham II (976-1013), que según la única genealogía de estirpe masculina es de pura cepa árabe, en realidad sólo tiene un 0,09 % de sangre árabe".

## Califas de Córdoba
- Abderramán III (929-961).
- Alhakén II (961-976).
- Hisham II (976-1009 y 1010-1013).
- Muhámmad II (1009 y 1010).
- Sulaimán al-Mustaín (1009 y 1013-1016).
- Alí ben Hamud al-Násir (1016-1018).
- Abderramán IV (1018).
- Al-Cásim al-Mamún (1018-1021 y 1023).
- Yahya al-Muhtal (1021-1023 y 1025-1026).
- Abderramán V (1023-1024).
- Muhammad III (1024-1025).
- Hisham III (1027-1031).

## Califato de Córdoba en el arte

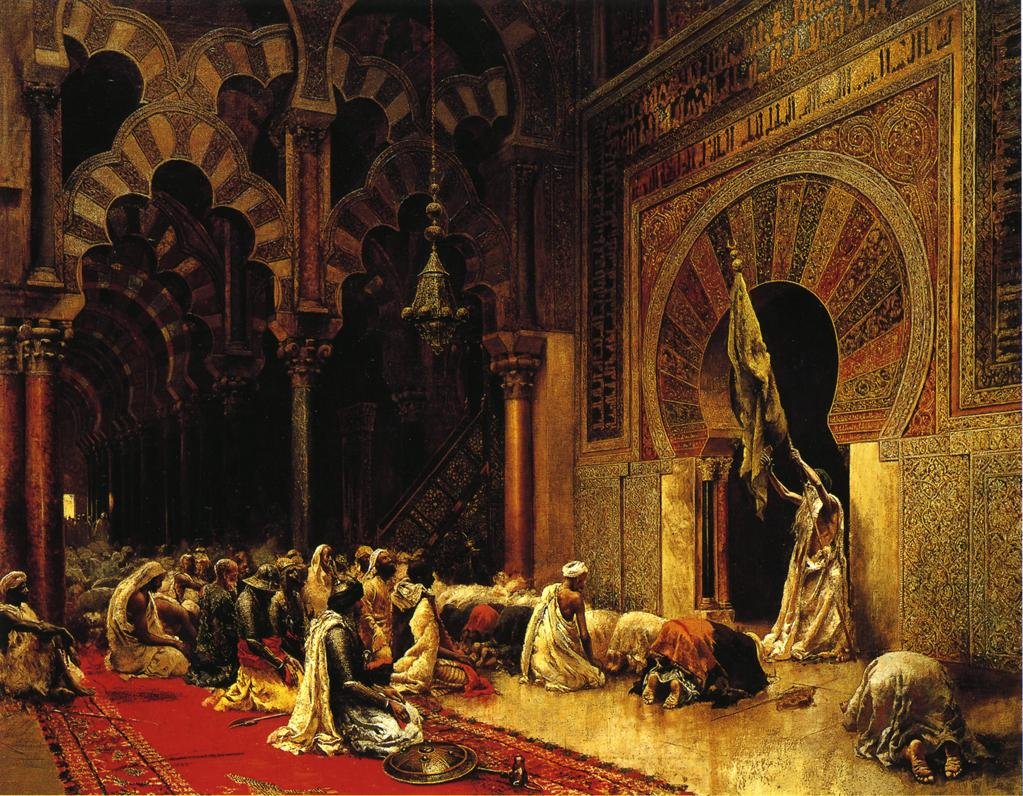
Interior of a Mosque at Cordova (circa 1880), Edwin Lord Weeks, The Walters Art Museum.
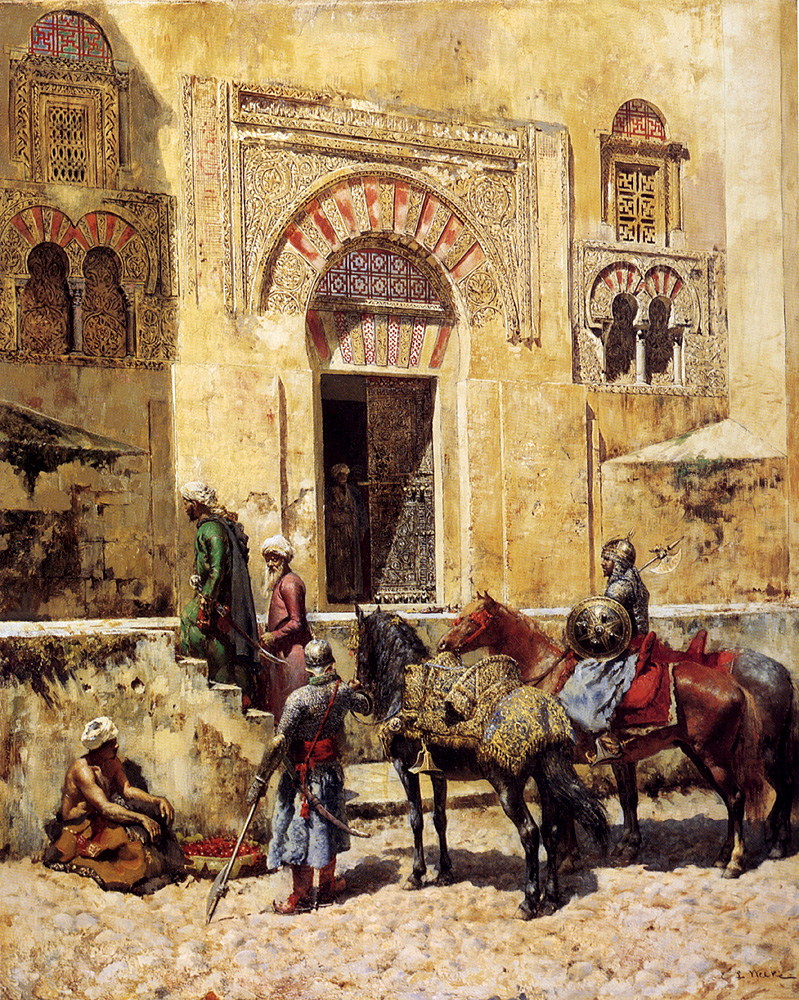
Entering the Mosque (1885), Edwin Lord Weeks.
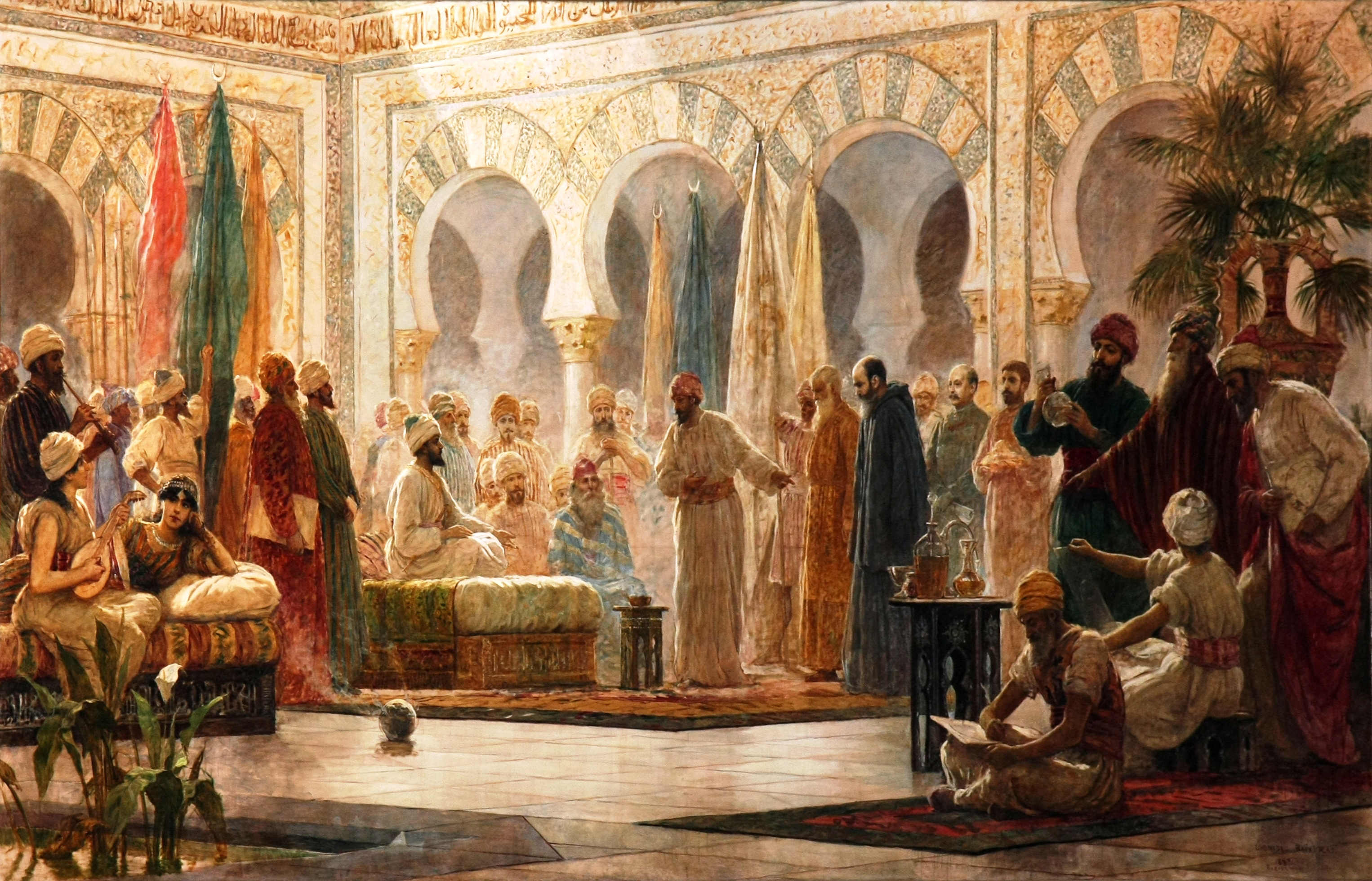
La civilización del califato de Córdoba en la época de Abderramán III (1885), Dionisio Baixeras Verdaguer, Paraninfo de la Universidad de Barcelona